# Populus jacquemontiana
Populus jacquemontiana är en videväxtart som beskrevs av Dode. Populus jacquemontiana ingår i släktet popplar, och familjen videväxter. Inga underarter finns listade i Catalogue of Life.